# Балтика №0
Балтика №0 — російське безалкогольне пиво, що випускається компанією Балтика.

## Опис
Безалкогольне пиво Балтика №0 стало випускатися в Росії з 2001 року. Балтика №0 є лідером на ринку серед інших безалкогольних пив. Пиво є володарем численних нагород, таких як: Найкраще пиво в категорії «Пиво безалкогольне», Товар року, срібні і бронзові медалі. Балтика №0 експортується і успішно реалізується більш ніж в 30 країнах світу, включаючи такі країни, як:США, Куба, Японія, Нова Зеландія й багато хто інші. Балтика №0 категорично протипоказана вагітним і годуючим мамам.

## Виготовлення та утримання алкоголю
Балтика №0 виготовляється за технологією діалізу. При приготуванні пива дбайливо видаляється спирт. У складі Балтики № 0 міститься очищена питна вода, світлий ячмінний солод, мальтозная патока і хмелепродукти. В балтиці № 0 міститься 0,5 % алкоголю і екстрактивність початкового сусла 12%.

## Нагороди та премії
- 2001-2009 - Великий московський фестиваль пива, золота медаль в номінації «Краще безалкогольне».
- 2003 - Золота медаль, International Beer Summit (Японія).
- 2004 - Срібна медаль, International Beer Summit (Японія)
- 2006 - Срібна медаль на World Beer Cup (Всесвітній кубок пива) в США
- 2008 - Бронзова медаль у категорії Low Alcohol Packaged. Australian International Beer Awards 2008 (Австралія)
- 2008 - Золота медаль дегустаційного конкурсу «Лідер продуктового ринку Казахстану» в рамках виставки «Шарап-Вино 2008»
- 2009 - Бронзова медаль конкурсу Superior Taste Award (Бельгія); засновник - Міжнародний інститут смаку і якості iTQi
- 2011&2012 - Найкраще пиво в категорії «Пиво безалкогольне», церемонія нагородження премією в галузі споживчих товарів «Товар року», Москва. НТА, ТПП РФ, ММБА, листопад.
- 2013 - Диплом 2 ступеня, X Щорічний Фестиваль якості пива, вино-горілчаної та алкогольної продукції[5]

## Цікаві факти
- Продаж Балтики №0 та інших безалкогольних пив з вмістом алкоголю від 0,5 до 1,2% неповнолітнім особам дозволено на підставі постанови №656 від 28 червня 2012 року, підписана Дмитром Медведєвим[6]